# دوچرخه‌سواری در المپیک تابستانی ۱۹۳۶ – تعقیبی تیمی مردان
مسابقات تعقیبی تیمی مردان یکی از رویدادهای دوچرخه‌سواری در بازی‌های المپیک تابستانی ۱۹۳۶ بود که از ۶ تا ۸ آگوست ۱۹۳۶ برگزار شد.

## نتایج

### فینال
| رتبه | نام                                                              | ملیت                |
| ---- | ---------------------------------------------------------------- | ------------------- |
| 1    | روبر شارپونتیه ژان گوژون گی لاپبی روژه-ژان لو نیزری              | فرانسه              |
| 2    | بیانکو بیانکی ماریو جنتیلی آرماندو لاتینی سئورینو ریگونی         | ایتالیا             |
| 3    | هری هیل ارنست جانسون چارلز کینگ ارنست میلز                       | بریتانیای کبیر      |
| 4    | اریش آرنت هاینتس هاسلبرگ هاینر هوفمان کارل کلکنر                 | آلمان               |
| 5    | ژان الکساندر فرانس کولس آوخوسته خاربک آرماند پوتسیسه             | بلژیک               |
| 6    | والتر ریچلی ارنست فوریمن آلبرت کاگی ورنر واگلین                  | سوئیس               |
| 7    | István Liszkay Miklós Németh László Orczán Ferenc Pelvássy       | مجارستان            |
| 8    | کارل مانوسن اریک فریس هله یاکوبسن هانس کریستیان نیلسن آرنه پدرسن | دانمارک             |
| 9    | Lionel Coleman George Crompton Bob McLeod George Turner          | کانادا              |
| 10   | یوزف گنشیدر یوزف موزر کارل اشمادرر کارل ولفل                     | اتریش               |
| 11   | آلبرت بیرد ویلیام لوگان چارلز مورتون جان سینیبالدی               | ایالات متحده آمریکا |
| 12   | Marin Nikolov Bogdan Yanchev جورجی ولینوو Sava Gerchev           | بلغارستان           |
| 13   | کریس کروپمان آدری ازوارتپورته بن فان در فورت خریت فان ویس        | هلند                |